# Чупраков, Евгений Александрович
Евгений Александрович Чупраков (род. 4 апреля 1990, Свердловск, РСФСР, СССР) — российский боксёр-профессионал, выступающий во второй полулёгкой весовой категории. Чемпион Европы по версии WBO European. Чупраков выступает за Академию единоборств РМК (Екатеринбург)

## Профессиональная карьера
Евгений Чупраков дебютировал на ринге 1 декабря 2011 года в возрасте 21 года и одержал победу техническим нокаутом во 2 раунде над Иваном Варламовым. Уже в своём 7 бою перспективный боксёр завоёвывает титул чемпиона России в бою против Алексея Шорохова. В своём 14 бою 26 сентября 2015 Евгений встречается с известным российским боксёром, бывшим чемпионом по версии IBF Дмитрием Кирилловым и уверенно побеждает нокаутом в 8 раунде, таким образом завоёвывая звание чемпиона Европы по версии WBO European. 1-ю защиту своего титула Евгений проводит против украинского боксёра Тимура Ахундова, это был первый поединок Ахундова спустя 3 года. Уже в 1 раунде Евгений отправил своего оппонента в нокдаун, и в итоге бой закончился уверенной победой Евгения по очкам. В следующем бою 6 мая 2016 года Чупраков уверенно защищает свой титул в бою против также непобеждённого немецкого оппонента Себастьяна Тлатлика, одерживая победу, техническим нокаутом в 5 раунде. В следующем своём бою встретился с непобеждённым намибийцем Джеремией Накатилой. На кону стоял вакантный титул интерконтинентального чемпиона по версии WBO. Бой вышел очень непростой. Накатила работал вторым номером, Чупраков пытался сближаться, но Накатила связывал его в клинче. Инициатива часто переходила от одного боксёра к другому, но в финальных раундах Евгений Чупраков смотрелся лучше, и как итог победа решением большинства судей. Первую защиту титула Чупраков провёл против крепкого филиппинского боксёра Эдена Сонсоны, который последний раз проигрывал в 2010 году. Но бой получился лёгким для Счастливчика Гилмора. Сонсона всячески уклонялся от боя и показывал, что Чупраков наносит запрещённые удары. В третьем раунде филиппинец оказался в нокдауне. В четвёртом Счастливчик Гилмор снова послал своего оппонента в нокдаун. В пятом раунде Сонсона повернулся к оппоненту спиной, получил 2 удара по затылку, и судья решил остановить бой, так как филиппинец уже уклонялся от борьбы.

## Результаты боёв
В таблице перечислены результаты всех поединков боксёров.
В каждой строке указан результат поединка. Дополнительно номер поединка обозначен цветом, который обозначает итог поединка. Расшифровка обозначений и цветов представлена в нижеследующей таблице.
| Пример | Расшифровка                     |
| ------ | ------------------------------- |
|        | Победа                          |
|        | Ничья                           |
|        | Поражение                       |
|        | Планируемый поединок            |
|        | Поединок признан несостоявшимся |
| КО     | Нокаут                          |
| ТКО    | Технический нокаут              |
| PTS    | Решение судей (по очкам)        |
| UD     | Единогласное решение судей      |
| MD     | Решение большинства судей       |
| SD     | Раздельное решение судей        |
| RTD    | Отказ от продолжения боя        |
| DQ     | Дисквалификация                 |
| NC     | Поединок признан несостоявшимся |

| Бой | Рекорд   | Весовая категория  | Дата             | Возраст                      | Соперник                     | Возраст соперника            | Место боя                                           | Результат       | Данные о бое |
| --- | -------- | ------------------ | ---------------- | ---------------------------- | ---------------------------- | ---------------------------- | --------------------------------------------------- | --------------- | --- |
| 26  | 23(14)-3 | Вторая полулёгкая  | 5 декабря 2020   | 30 лет 8 месяцев и 1 день    | Сардор Музаффаров (4-3)      | 25 лет 1 месяц и 6 дней      | Академия единоборств РМК, Екатеринбург, Россия      | MD8 (8)         | 76-76 78-74 77-75. |
| 25  | 22(14)-3 | Вторая полулёгкая  | 12 сентября 2020 | 30 лет 5 месяцев и 8 дней    | Александр Фёдоров (22-7-1)   | 43 года 2 месяца и 20 дней   | Академия единоборств РМК, Екатеринбург, Россия      | RTD5 (8) 3:00   | Фёдоров в нокдауне в 4 раунде. |
| 24  | 21(13)-3 | Вторая полулёгкая  | 7 марта 2020     | 29 лет 11 месяцев и 3 дня    | Владислав Красношеин (7-1-1) | 24 года 5 месяцев и 10 дней  | Академия единоборств РМК, Екатеринбург, Россия      | MD8 (8)         | 72-78 75-75 73-77. Красношеин в нокдауне в пятом раунде. Чупраков в нокдауне в восьмом раунде.                                                 |
| 23  | 21(12)-2 | Вторая полулёгкая  | 2 ноября 2019    | 29 лет 6 месяцев и 29 дней   | Марк Урванов (16-2-1)        | 23 года 5 месяцев и 21 день  | Академия единоборств РМК, Екатеринбург, Россия      | TKO3 (10) 2:29  | Бой за вакантный титул интернационального чемпиона по версии WBO.                                                                              |
| 22  | 21(11)-1 | Вторая полулёгкая  | 18 мая 2019      | 29 лет 1 месяц и 14 дней     | Александр Муньос (40-8)      | 40 лет 2 месяца и 10 дней    | Академия единоборств РМК, Екатеринбург, Россия      | TKO9 (10) 0,59  | |
| 21  | 20(10)-1 | Вторая полулёгкая  | 30 декабря 2018  | 28 лет 8 месяцев и 26 дней   | Масаюки Ито (24-1-1)         | 27 лет 11 месяцев и 11 дней  | Ota City General Gymnasium, Токио, Япония           | TKO7 (12) 2:11  | Бой за титул чемпиона мира по версии WBO, 2-я защита Ито.                                                                                      |
| 20  | 20(10)-0 | Вторая полулёгкая  | 14 июля 2018     | 28 лет 3 месяца и 10 дней    | Эрни Санчес (18-11-1)        | 26 лет 6 месяцев и 11 дней   | Академия единоборств РМК, Екатеринбург, Россия      | UD10(10)        | 97-93 99-91 97-93. |
| 19  | 19(10)-0 | Вторая полулёгкая  | 15 декабря 2017  | 27 лет 8 месяцев и 11 дней   | Пабло Мануэль Охеда (14-3)   | 26 лет 5 месяцев и 27 дней   | ДИВС, Екатеринбург, Россия                          | UD10 (10)       | 96-95 97-93 97-93.Защитил титул интерконтинентального чемпиона по версии WBO, 2-я защита Чупракова.                                            |
| 18  | 18(10)-0 | Вторая полулёгкая  | 5 мая 2017       | 27 лет 1 месяц и 1 день      | Эден Сонсона (36-6-2)        | 28 лет 4 месяца и 8 дней     | ДИВС, Екатеринбург, Россия                          | TKO5 (10) 1:35  | Сонсона в нокдауне в 3 раунде. Сонсона в нокдауне в 4 раунде.Защитил титул интерконтинентального чемпиона по версии WBO, 1-я защита Чупракова. |
| 17  | 17(9)-0  | Вторая полулёгкая  | 18 ноября 2016   | 26 лет 7 месяцев и 14 дней   | Джеремия Накатила (11-0)     | 26 лет                       | ДИВС, Екатеринбург, Россия                          | MD12 (12)       | 114-114 118-110 116-112. Завоевал вакантный титул интерконтинентального чемпиона по версии WBO.                                                |
| 16  | 16(9)-0  | Вторая полулёгкая  | 6 мая 2016       | 26 лет 1 месяц и 2 дня       | Себастьян Тлатлик (10-0)     | 33 года 11 месяцев и 10 дней | ДИВС, Екатеринбург, Россия                          | TKO5 (12) 0:53  | Тлатлик в нокдауне во 2 раунде. Защитил титул чемпиона Европы по версии WBO, 2-я защита Чупракова.                                             |
| 15  | 15(8)-0  | Вторая полулёгкая  | 27 февраля 2016  | 25 лет 9 месяцев и 21 день   | Тимур Ахундов (15-2-1)       | 31 год 9 месяцев и 13 дней   | Арена, Екатеринбург, Россия                         | UD12 (12)       | Ахундов в нокдауне в 1 раунде. 118-109 118-109 116-111. Защитил титул чемпиона Европы по версии WBO, 1-я защита Чупракова.                     |
| 14  | 14(8)-0  | Вторая полулёгкая  | 26 сентября 2015 | 25 лет 4 месяца и 20 дней    | Дмитрий Кириллов (31-6-1)    | 36 лет 10 месяцев и 2 дня    | Арена, Екатеринбург, Россия                         | KO8 (12) 0:22   | Завоевал вакантный титул чемпиона Европы по версии WBO.                                                                                        |
| 13  | 13(7)-0  | Вторая полулёгкая  | 12 июня 2015     | 25 лет 2 месяца и 8 дней     | Мусаджиб Асадов (1-1)        | 21 год 10 месяцев и 22 дня   | Арена, Екатеринбург, Россия                         | RTD4 (8) 3:00   | |
| 12  | 12(6)-0  | Вторая полулёгкая  | 27 февраля 2015  | 24 года 10 месяцев и 23 дня  | Фарход Орипов (11-11-1)      | 29 лет 3 месяца и 16 дней    | Арена, Екатеринбург, Россия                         | RTD4 (8) 3:00   | Угол Орипова после 4 раунда выбросил полотенце.                                                                                                |
| 11  | 11(5)-0  | Вторая полулёгкая  | 20 декабря 2014  | 24 года 8 месяцев и 16 дней  | Евгений Тарабукин (2-0)      | 23 года 7 месяца и 21 день   | Арена, Екатеринбург, Россия                         | TKO3 (6) 0:17   | |
| 10  | 10(4)-0  | Лёгкая             | 10 октября 2014  | 24 года 6 месяцев и 6 дней   | Фазлиддин Исмонов (2) (0-3)  | 26 лет 1 месяц и 12 дней     | Дворец спорта Сухарев, Пермь, Россия                | UD6 (6)         | Исмонов в нокдауне во 2 раунде. 60-53 58-55 60-53.                                                                                             |
| 9   | 9(4)-0   | Вторая полулёгкая  | 27 сентября 2014 | 24 года 5 месяцев и 23 дня   | Равиль Мухадияров (11-56-2)  | 40 лет 2 месяца и 17 дней    | Дворец спорта Динамо, Москва, Россия                | TKO3 (6) 1:13   | |
| 8   | 8(3)-0   | Вторая полулёгкая  | 15 февраля 2014  | 23 года 10 месяцев и 11 дней | Ильюс Каюмов (2-0)           | 28 лет 9 месяцев и 3 дня     | Рингс, Екатеринбург, Россия                         | UD6 (6)         | 60-55 59-55 59-55. |
| 7   | 7(3)-0   | Вторая полулёгкая  | 30 ноября 2013   | 23 года 6 месяцев и 26 дней  | Алексей Шорохов (5-6)        | 31 год 4 месяца и 21 день    | Триумф, Люберцы, Россия                             | TKO10 (10) 2:50 | Завоевал вакантный титул чемпиона России. |
| 6   | 6(2)-0   | Первая полусредняя | 17 августа 2013  | 23 года 4 месяца и 13 дней   | Уилберт Митчелл (1-8)        | 33 года 3 месяца и 21 день   | Davis County Convention Center, Лейтон, Юта США     | UD4 (4)         | 40-35 40-35 40-34. |
| 5   | 5(2)-0   | Лёгкая             | 29 марта 2013    | 22 года 11 месяцев и 25 дней | Мишан Бранч (1-4-1)          | 24 года 2 месяца и 12 дней   | Turning Stone Resort & Casino, Верона, Нью-Йорк США | UD4 (4)         | 40-36 40-36 40-36. |
| 4   | 4(2)-0   | Вторая полулёгкая  | 24 января 2013   | 22 года 9 месяцев и 20 дней  | Фазлиддин Исмонов (дебют)    | 24 года 4 месяца и 27 дней   | Водолей, Екатеринбург, Россия                       | UD6 (6)         | |
| 3   | 3(2)-0   | Вторая полулёгкая  | 18 марта 2012    | 21 год 11 месяцев и 14 дней  | Сухробджон Усмонов (4-9)     | 24 года 6 месяцев и 21 день  | Берёзово, Россия                                    | TKO2 (4)        | |
| 2   | 2(1)-0   | Вторая полулёгкая  | 5 декабря 2011   | 21 год 8 месяцев и 1 день    | Шавкат Мадаминов (9-6)       | 28 лет 4 месяца и 25 дней    | ДИВС, Екатеринбург, Россия                          | UD4 (4)         | 40-36 39-37 40-36. |
| 1   | 1(1)-0   | Вторая полулёгкая  | 1 декабря 2011   | 21 год 7 месяцев и 27 дней   | Иван Варламов (0-0-1)        | 22 года и 25 дней            | ДИВС, Екатеринбург, Россия                          | TKO2 (4) 2:47   | |
| Бой | Рекорд   | Весовая категория  | Дата             | Возраст                      | Соперник                     | Возраст соперника            | Место боя                                           | Результат       | Данные о бое |

## Семья
Женат. Супруга Виктория.